# Rimantas Karazija
 Rimantas Karazija (* 22. März 1936 in Kupiškis, Litauen; † 1. August 2012 in Kaunas, Litauen) war ein litauischer Tierarzt, Veterinärmediziner, ehemaliger Diplomat und Landwirtschaftsminister Litauens.

## Biografie
1954 absolvierte Rimantas Karazija die Mittelschule Kupiškis und studierte Veterinärmedizin im Diplomstudium bis 1959 sowie von 1963 bis 1966 in der Aspirantur an der Lietuvos veterinarijos akademija in Kaunas. 1967 promovierte er in Tierarztmedizin und arbeitete als wissenschaftlicher Mitarbeiter am Institut für Tiermedizin. Seit 1989 ist er Professor.
Von 1992 bis 1994 war Rimantas Karazija Landwirtschaftsminister Litauens und von 1995 bis 1999 litauischer Botschafter für Lettland in Riga.

## Belege
1. ↑  Mirė prof. Rimantas Karazija, litauisch, abgerufen am 10. September 2012

| Vorgänger                  | Amt                                           | Nachfolger         |
| -------------------------- | --------------------------------------------- | ------------------ |
| Rimvydas Raimondas Survila | Litauischer Landwirtschaftsminister 1992–1994 | Vytautas Einoris   |
| Algirdas Žvirėnas          | Litauischer Botschafter in Riga 1995–1999     | Petras Vaitiekūnas |

| Personendaten    | Personendaten                                     |
| ---------------- | ------------------------------------------------- |
| NAME             | Karazija, Rimantas                                |
| KURZBESCHREIBUNG | litauischer Veterinär und Landwirtschaftsminister |
| GEBURTSDATUM     | 22. März 1936                                     |
| GEBURTSORT       | Kupiškis                                          |
| STERBEDATUM      | 1. August 2012                                    |
| STERBEORT        | Kaunas, Litauen                                   |